# Beatriz (cantora)
Ana Beatriz Paiva dos Santos, mais conhecida como Beatriz (Rio de Janeiro, 24 de julho de 1974), é uma cantora brasileira de música cristã contemporânea.

## Carreira
Lançou diversos álbuns durante sua carreira e possui grandes sucessos como A Glória da Segunda Casa. Além disso, recebeu vários prêmios e certificações de ouro e platina.[carece de fontes?]
Em 19 de julho de 2010, a cantora assinou contrato com a MK Music.[carece de fontes?] Em dezembro do mesmo ano lançou o primeiro álbum pela gravadora, chamado Você é uma Bênção, que foi certificado disco de ouro por mais de 40 mil cópias vendidas.
Em janeiro de 2013, a cantora lançou seu segundo álbum pela MK Music, intitulado O Dono do Poder. Este álbum também ganhou a certificação de Disco de Ouro.
Em março de 2015, a cantora lançou seu terceiro CD pela MK MUSIC, intitulado A Grande Pesca.
No ano de 2017 lançou mais um cd pela sua gravadora Mk Music intitulado Deus e Eu contendo participação da cantora  Shirley Carvalhaes na consagrada canção Sonda-Me.

## Discografia
| CD                            | Ano  | Vendas  | Certificação |
| ----------------------------- | ---- | ------- | ------------ |
| Deus de Vitória               | 2000 | 30.000  |              |
| Gratidão                      | 2002 | 30.000  |              |
| A Glória da Segunda Casa      | 2004 | 100.000 | Ouro         |
| Degrau da Exaltação           | 2006 | 25.000  |              |
| Testemunho e Louvores Ao Vivo | 2007 | 25.000  |              |
| Troféu de Glória              | 2009 | 15.000  |              |
| Você é uma Bênção             | 2010 | 50.000  | Ouro         |
| O Dono do Poder               | 2013 | 50.000  | Ouro         |
| A Grande Pesca                | 2015 | 30.000  |              |
| Deus e Eu                     | 2017 | 5.000   |              |

### Outros Projetos
2015: (AudioBless - Uma Nova História)